# Nepal na Mistrzostwach Świata w Lekkoatletyce 2019
Nepal na Mistrzostwach Świata w Lekkoatletyce 2019 – reprezentacja Nepalu podczas mistrzostw świata w Doha liczyła tylko jedną zawodniczkę, sprinterkę Sarswati Chaudhary.

## Skład reprezentacji

### Kobiety
| Zawodniczka        | Konkurencja   | Eliminacje | Eliminacje | Półfinał | Półfinał | Finał | Finał   |
| Zawodniczka        | Konkurencja   | Wynik      | Pozycja    | Wynik    | Pozycja  | Wynik | Pozycja |
| ------------------ | ------------- | ---------- | ---------- | -------- | -------- | ----- | ------- |
| Sarswati Chaudhary | bieg na 100 m | 12.72      | 46.        | DNQ      | DNQ      | DNQ   | DNQ     |